# Rapisma intanonum
Rapisma intanonum är en insektsart som beskrevs av P. Barnard 1981. Rapisma intanonum ingår i släktet Rapisma och familjen Rapismatidae. Inga underarter finns listade i Catalogue of Life.